# Matčino

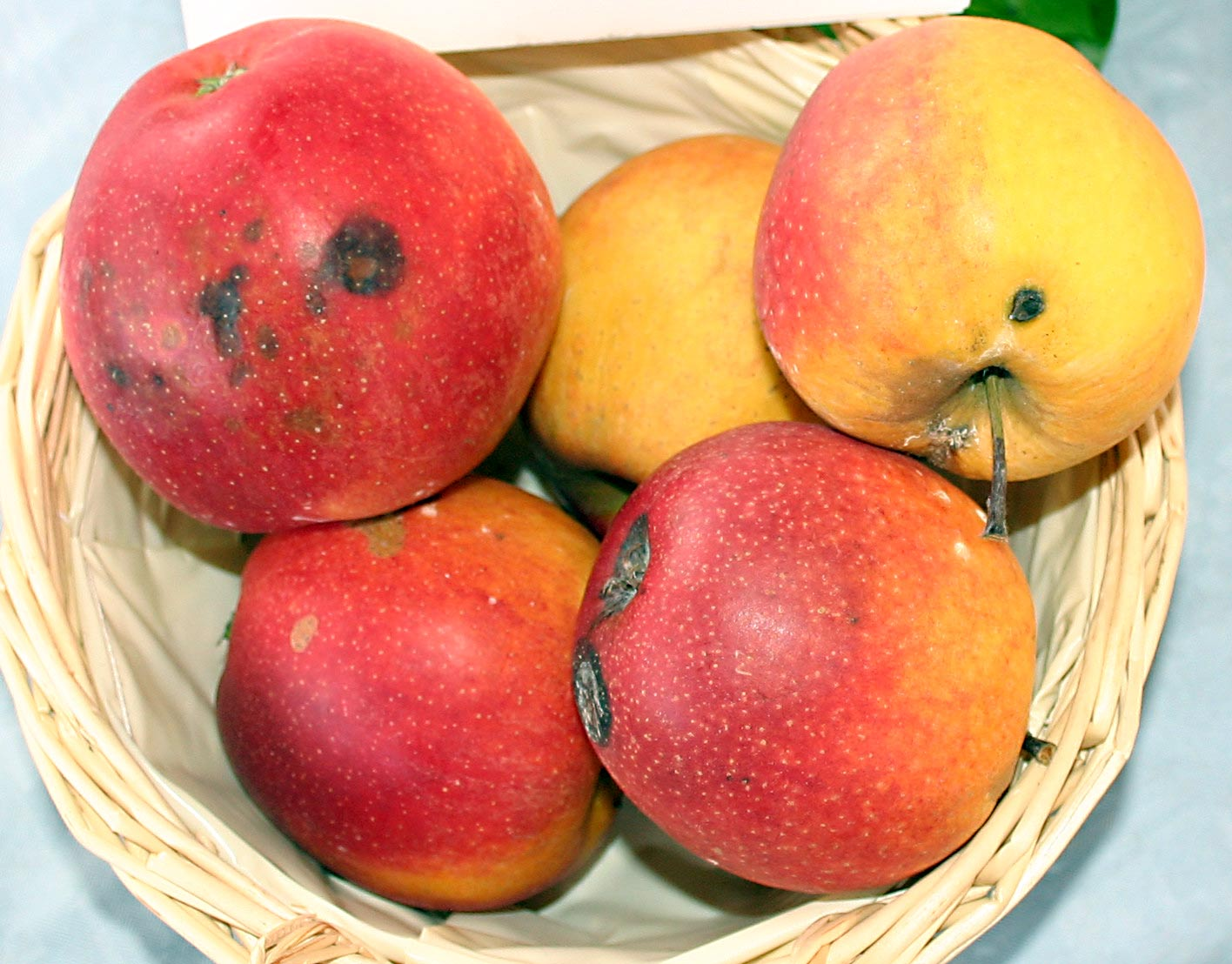
Matčino.

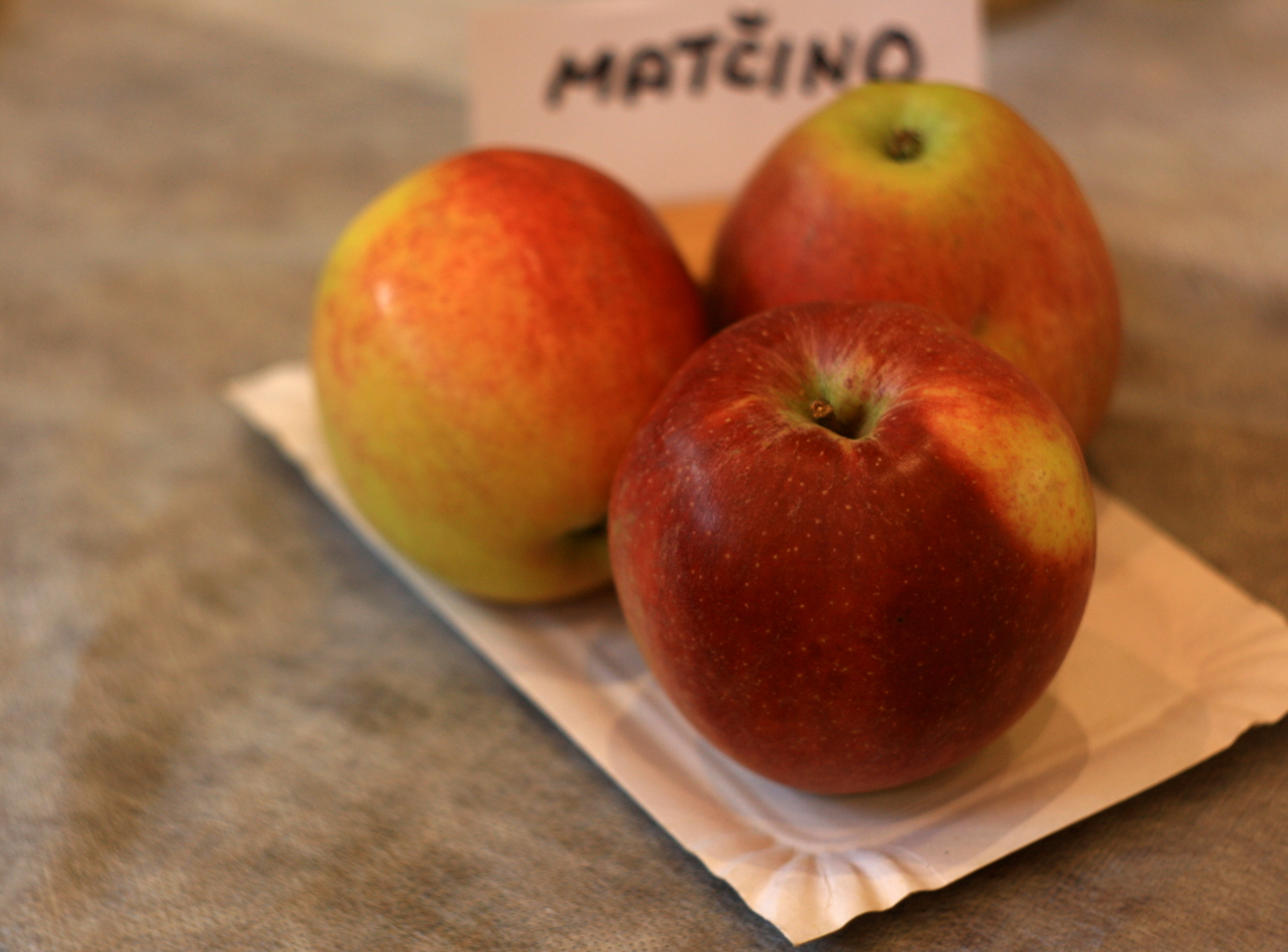
odrůda Matčino

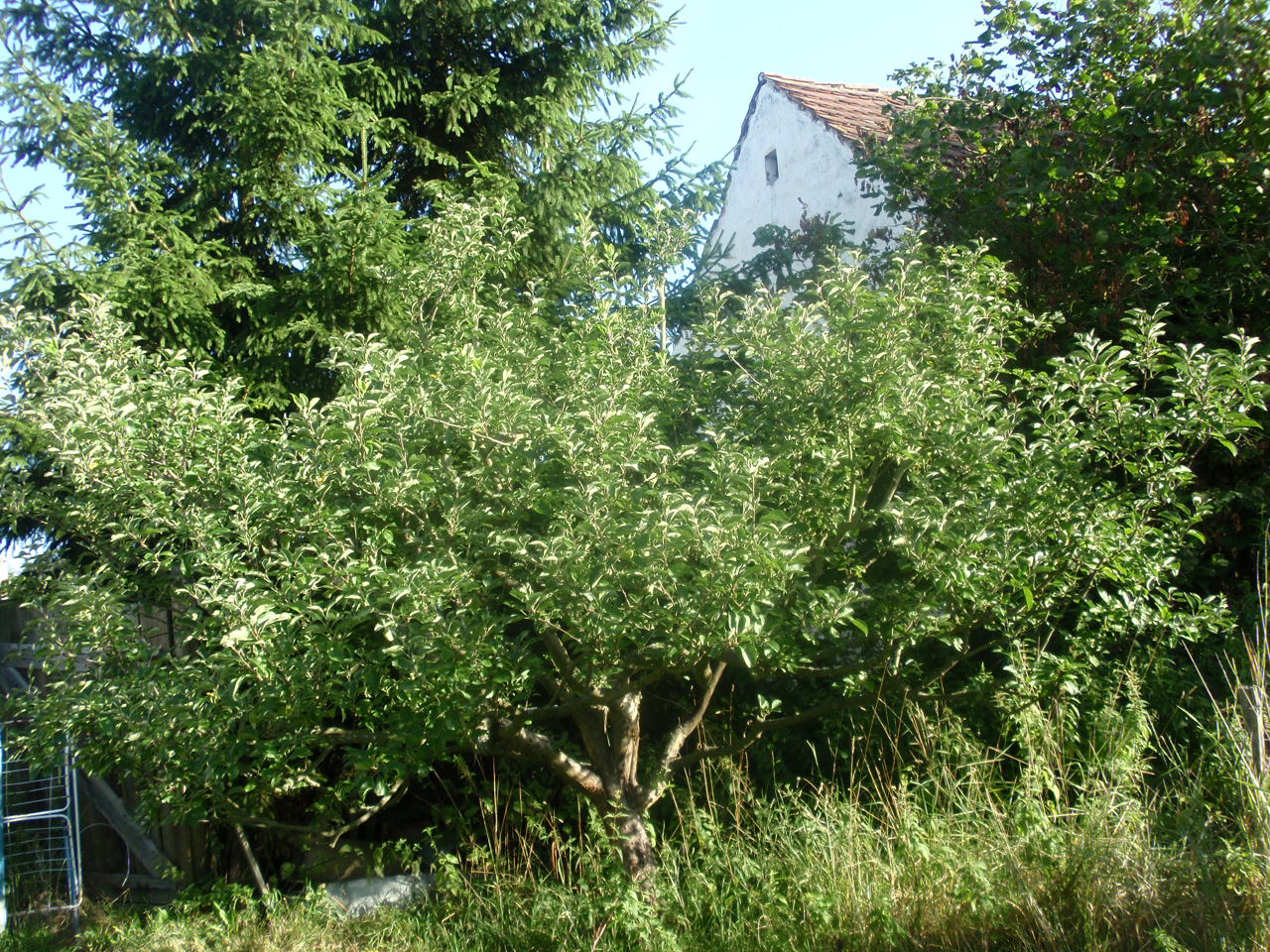
Matčino stromek

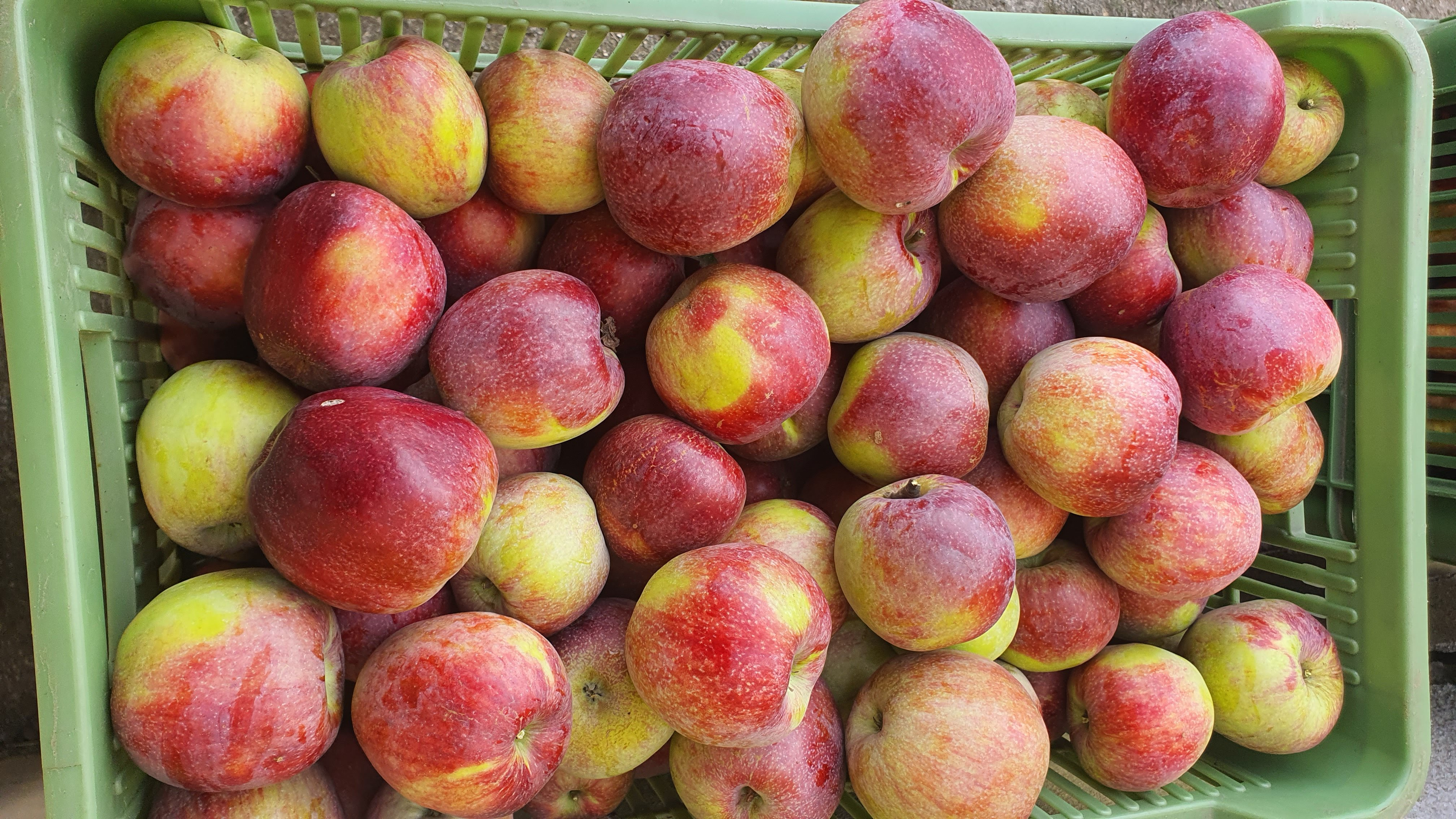
Matčino čerstvě trhané Znojmo

Matčino je odrůda dřeviny jabloň domácí (Malus domestica), rodu jabloň z čeledi růžovitých. Jde o jednu ze starých odrůd jabloní. Je pěstována jako ovocný strom, kultivar je množen vegetativně očkováním a roubováním. Odrůda je dobrým opylovačem, kvete středně pozdě.

## Jiné názvy
Nonnetit, Mother, Mutterapfel, Nalezenče z Roztok.

## Plod
Slupka plodů je hladká a polomastná, tužší , křehká, základní barva je zelenavá později tmavožlutá, krycí barva červenávé tečkování. Osluněná část plodu je pokrytá červenými pruhy a toto zbarvení obvykle pokrývá více než polovinu plodu. Plody jsou tupě kuželovité a nepravidelně žebernaté. Dužnina je žlutá křehká šťavnatá, voní. Plody jsou vhodné pro konzum i na zpracování. Plodnost spíše pozdní. Plody nasazuje na koncích větví. Sklízí se koncem září, zraje nejdříve v říjnu. Plody rychle přezrávají a moučnatí. Přepravu snáší dobře , otlačeniny při nešetrném otlačení tmavnou. Ve 20. století byla v ČR často pěstovanou odrůdou. Dobře bývá hodnocena zejména chuť a vzhled plodů, ale plodnost je horší.

## Vlastnosti
V mládí roste středně, později slabě. Nehodí se pro nižší tvary je méně plodné, vhodnější je polokmen a čtvrtkmen, na vřetenech je plodnost malá.  Preferuje střední a vyšší polohy a úrodné půdy. V nižších polohách a sušších půdách bývají plody drobnější a málo chutné. Zpočátku vyžaduje hlubší řez pro založení korunky. protože je málo odolná vůči mrazu, má být roubována v korunce.

## Choroby a škůdci
Odrůda často namrzá a bývá napadána chorobami. Trpí středně padlím, odolná vůči strupovitosti. Odrůda je málo odolná proti mrazům a je vyhledávána mšicemi a pilatkami.

## Vhodní opylovači
Vhodným opylovačem není odrůda Wealthy
Vhodným opylovačem je:
- Coxova reneta
- Golden Delicious
- Hájkova muškátová reneta
- James Grieve
- Jonathan
- Malinové holovouské
- Oldenburgovo
- Ontario
- Panenské české
- Parména zlatá
- Starking Delicious